# Leno (cantor)
Gileno Osório Wanderley de Azevedo (Natal, 25 de abril de 1949 – Natal, 8 de dezembro de 2022), mais conhecido como Leno, foi um cantor, compositor e guitarrista brasileiro.

## Carreira
Começou sua carreira musical em 1965 durante a Jovem Guarda. Após a participação em algumas bandas, foi descoberto por produtores da gravadora CBS, quando conheceu Renato Barros - da banda Renato e Seus Blue Caps - e passou a formar uma dupla com Lílian Knapp, namorada de Renato e amiga de infância de Leno. A dupla Leno e Lilian lançou o seu primeiro single em 1966, um compacto com as canções "Pobre Menina" e "Devolva-me" que, a partir das participações da dupla no programa Jovem Guarda da Rede das Emissoras Unidas, estoura, fazendo grande sucesso e tornando a dupla conhecida nacionalmente. No mesmo ano, eles lançariam seu primeiro LP autointitulado e contendo, além das canções do compacto, "Eu Não Sabia que Você Existia", que também faz sucesso nas rádios. Na sequência do sucesso, Leno passa a compor canções para outros artistas da gravadora, especialmente Renato e seus Blue Caps, construindo reputação também como compositor.
Após o lançamento do segundo álbum de estúdio - Não Acredito, que emplacou "Não Acredito" e "Coisinha Estúpida" nas rádios -, desentendimentos entre os dois cantores levaram ao fim da dupla, em 1968. No mesmo ano, lança o primeiro álbum de sua carreira solo, Leno e faz sucesso com a canção "A Pobreza". Participa, como compositor, dos álbuns da banda Renato e seus Blue Caps do final da década de 1960 Após mais um disco que tenta repetir a fórmula da Jovem Guarda, A Festa dos seus 15 Anos, não conseguir emplacar nenhuma canção nas rádios, passa a buscar uma reformulação para a sua carreira solo. Assim, conhece Raul Seixas, que era produtor da gravadora CBS, e os dois passam a ser inseparáveis. É Raul quem aponta uma nova direção para a sua carreira ajudando a produzir o disco Vida e Obra de Johnny McCartney, entre novembro de 1970 e janeiro de 1971. Entretanto, com diversas canções censuradas, o álbum é engavetado pela gravadora, sendo lançado apenas um compacto duplo. Ainda, Leno é informado que as fitas master do disco foram destruídas. Aquele álbum - com produção e letras de Raul Seixas e participações das bandas A Bolha, Renato e seus Blue Caps e a uruguaia Los Shakers - deveria ter sido o divisor de águas de sua carreira e o primeiro álbum lançado em 8 canais no Brasil, o que acabou não acontecendo.
Assim, em 1972, retoma a dupla com Lílian, lançando dois discos, mas sem o sucesso de outrora. Em 1976, lança Meu Nome É Gileno, com músicas próprias (como a regravação de "Grilo City", do disco de 1971) e regravações como "Luar do Sertão" (do poeta Catulo da Paixão Cearense) e "Me Deixe Mudo", do compositor e músico experimentalista Walter Franco. Nos anos 1980, lança um único disco, tendo dificuldade de permanecer com a carreira musical. Na década seguinte, participa de diversas homenagens à Jovem Guarda que trazem novamente a possibilidade de gravar. Em 1995, o pesquisador Marcelo Fróes descobre as fitas master de Vida e Obra de Johnny McCartney nos arquivos da gravadora Sony Music Brasil, sucessora da CBS, e Leno lança, finalmente, o seu disco de 1971. Nos anos seguintes, faz apresentações e lançamentos a partir da nostalgia gerada pela Jovem Guarda e pela sua ligação com Raul Seixas.

## Morte
O artista faleceu no dia 8 de dezembro de 2022 em Natal. Ele enfrentava um câncer.

## Discografia
Discografia baseada nas páginas e obra referenciadas.

### Leno e Lilian

#### Estúdio
- 1966 - Leno e Lilian
- 1967 - Não Acredito
- 1972 - Leno e Lilian
- 1973 - Leno e Lilian

#### Compactos
- 1966 - Devolva-me / Pobre Menina
- 1967 - Está Pra Nascer / Não Vai Passar
- 1967 - Coisinha Estúpida / Um Novo Amor Surgirá

#### Compactos duplos (EP)
- 1966 - Leno e Lilian
- 1967 - Leno e Lilian - Vol. II
- 1967 - Não Acredito
- 1968 - Não Acredito - Vol. II

#### Coletâneas
- 1966 - As 14 Mais - Vol. XVIII (06 "Devolva-me e 13 "Pobre Menina")
- 1967 - As 14 Mais - Vol. XIX (03 "Está pra Nascer" e 12 "Não Vai Passar")
- 1967 - As 14 Mais - Vol. XX (03 "Não Acredito" e 12 "Parem Tudo")

### Carreira solo

#### Estúdio
- 1968 - Leno
- 1970 - A Festa dos seus 15 Anos
- 1976 - Meu Nome É Gileno
- 1981 - Encontros no Tempo
- 1990 - Coração Adolescente
- 1995 - Vida e Obra de Johnny McCartney
- 2006 - Idade Mídia
- 2010 - Canções com Raulzito

#### Ao vivo
- 2000 - Coisas que a Gente Viveu

#### Compactos
- 1968 - A Pobreza / Me Deixe em Paz
- 1970 - A Última Vez que Eu Vi Rozane / É Bom Estar em Natal mais uma Vez
- 1970 - Sha-la-la / Corina, Corina
- 1974 - Flores Mortas / Rock Baby Rock
- 1983 - Quero Amanhecer com Você / Com Muito Prazer
- 1984 - Rosa de Maio / Sonho Tropical

#### Compactos duplos (EP)
- 1971 - Lady Babel / Convite para Ângela / Johnny McCartney / Peguei Uma Apollo

#### Coletâneas
- 1988 - O Melhor de Leno 1974-1988
- 1995 - Aquelas Canções - Antologia 1968-1970

#### Tributos
- 1991 - Brasil - Jovem Guarda
- 1995 - 30 Anos de Jovem Guarda - Vol 2 ("Ritmo de Chuva")
- 1995 - 30 Anos de Jovem Guarda - Vol 4 ("A Pobreza")
- 2002 - O Pulo do Negro Gato (01 "Negro Gato" e 11 "Esqueça e Perdoe")
- 2005 - Jovem Guarda para Sempre (01 "Momentos Inesquecíveis", 05 "Pobre Menina", 06 "Devolva-me", 07 "Veja se me Esquece" e 14 "Era Um Garoto Que Como Eu Amava os Beatles e os Rolling Stones")

### Grupo Matéria Prima
- 1973 - Sessão de Rock

## Videografia
- 2005 - Jovem Guarda para Sempre com "Pobre Menina", "Veja Se Me Esquece", "Jovem Guarda" e "Era Um Garoto Que Como Eu Amava os Beatles e os Rolling Stones"